# Автобан A52 (Німеччина)
Федеральний автобан A52 (A52, нім. Bundesautobahn 52)  — федеральна автомагістраль у німецькій землі Північний Рейн-Вестфалія, яка проходить трьома ділянками від голландського кордону в Нідеркрюхтен-Ельмпті до Марля, де продовжується як державна дорога (L612) до Гальтерн-ам-Зее.